# Grad Hmeljnik
Grad Hmeljnik je grad, ki stoji na Dolenjskem v vasi Gorenje Kamenje v bližini Novega mesta, nedaleč od avtoceste A2 (bivša Cesta bratstva in enotnosti), ki povezuje Zagreb in Ljubljano.
Grad je v pisnih virih prvič omenjen leta 1217, vendar ni veliko znanega o njegovih prvih lastnikih. Najbolj znani lastniki gradu, gospoda plemenita Hopfenbach ali Hmeljniški gospodje, pa so izumrli v začetku 14. stoletja. Hmeljniški so bili do leta 1209 višnjegorski, po tem pa do leta 1228 andeški ministeriali. Zadnjega Andeškega grofa Henrika so leta 1277 nasledili Goriški grofje. Istrska veja Goriških grofov je izumrla leta 1374. 
Po Hmeljniških, ki so izumrli po moški liniji, je grad in gospostvo dedoval vnuk Majnclin Turjaški, ki mu je 1339 sledil sin Majnhard. Gerlach pl. Turjaški (Auersperg) oziroma rodbina Turjaških. Po letu 1441 je grad pridobil Jurij pl. Črnomaljski. Okoli 1560 je bil lastnik Ivan pl. Črnomaljski. Gospostvo je leta 1590 kupil Jud Salomon Zeidler. Z dedovanji in odkupi je gospostvo večkrat zamenjalo lastnike, najprej so sledili Ruessensteini, Jankoviči, Zierheimbi, Gallenfelsi in Paradeiserji. Leta 1796 je vdova po Karlu grofu Paradeiserju zadolženo posestvo prodala Andreju Obrezi, ki ga je imel do 1827. Tako je grad prišel v meščanske roke. Leta 1827 so ga prodali na dražbi Mihaelu grofu Coronini-Cromberg; 1872 ga je kupil Ernest baron Perglas in ga že 1876 prodal Francu baronu Wamboldtu iz Hessena. S prisojilno listino je leta 1918 pripadlo Filipu Hugonu baronu Wamboldtu. Ta rodbina ga je imela do konca druge svetovne vojne. Zadnji ga je posedoval Filip Hugo baron Wamboldt pl. Umstadt, ki je grad temeljito obnovil, in ga po letu 1938 prepustil hčerki Ani. Grad so maja 1942 požgali slovenski partizani. Še pred tem so grad popolnoma izropali domačini. Grad je bil proti koncu vojne napaden z strani zaveznikov.
Hmeljnik je tipičen grad na hribu, nad osrednjim delom pa se dviga stopniščni stolp, ki vodi do zgornjega dela gradu. V gotski dobi so dozidali še en stolp in vzhodno krilo, ob gradu pa kapelico sv. Pankracija. V času turških vpadov je bilo zgrajeno dvojno obzidje, utrjeno z okroglimi stražnimi stolpi in dvižnim mostom, ki je na vzhodu premoščal širok obrambni jarek. V renesansi pa so, kot zadnji dodatek h gradu, nastale po drugi svetovni vojni uničene dvoriščne arkade, ki so obdajale notranje dvorišče in so danes delno obnovljene. Obnovitvena dela so se pričela konec petdesetih let 20. stoletja, vendar so se kmalu ustavila in danes grad spet sameva in nadalje propada. Grad ima danes sicer streho, ki pa je v zelo slabem stanju.
Leta 1999 je bil sprejet Odlok o razglasitvi Gradu Hmeljnik za kulturni spomenik državnega pomena (Ur.l.RS, št. 81/1999, 55/2002).

## Galerija
- Pogled na grad Hmeljnik
- Vzhodni vhod na grad Hmeljnik
- Notranje dvorišče
- Delno obnovljena okna na gradu